# قشرة حسية
يمكن أن تشير القشرة الحسية بشكل غير رسمي إلى القشرة الحسية الجسدية الأولية [الإنجليزية]، أو يُمكن أيضًا استخدام مصطلح القشرة الحسية للقشرة الأولية أو الثانوية للحواس المختلفة (قشرتان لكل منهما، على نصف الكرة الأيسر والأيمن): القشرة البصرية على الفص القذالي، والقشرة السمعية على الفص الصدغي، والقشرة الشمية الأولية على منطقة الكمثري من الفص الصدغي، والقشرة الذوقية على الفص الجزيري (يشار إليها أيضا باسم القشرة الجزيرية)، والقشرة الحسية الجسدية الأولية على الفص الجداري الأمامي. تقع القشرة الحسية الجسدية خلف القشرة الحسية الجسدية الأولية، والتي تدمج المعلومات الحسية من القشرة الحسية الجسدية الأولية (درجة الحرارة والضغط وما إلى ذلك) لبناء فهم للجسم الذي يتم الشعور به. توجد بصيلات شميّة أسفل الفص الجبهي، والتي تستقبل المدخلات الحسية من الأعصاب الشمية وتوجه هذه الإشارات في جميع أنحاء الدماغ. لا توجّه جميع المعلومات المتعلقة بحاسة الشم إلى القشرة الشمية: توجه بعض الألياف العصبية إلى النَّاحِيَةُ فَوقَ الحَجاج من الفص الجبهي، في حين ترسل أخرى مباشرة إلى الهياكل الحوفية. الاتصال الحوفي المباشر يجعل حاسة الشم فريدة من نوعها.